# Poul Andersen
Poul Andersen (Gentofte, 2 de janeiro de 1930 - 30 de dezembro de 1995) é um futebolista dinamarquês, medalhista olímpico. 

## Carreira
Poul Andersen fez parte do elenco medalha de prata, nos Jogos Olímpicos de 1960.

## Ligações Externas
- Perfil olímpico